# Boury-en-Vexin
Boury-en-Vexin je francouzská obec v departementu Oise v regionu Hauts-de-France. V roce 2011 zde žilo 340 obyvatel.

## Sousední obce
Courcelles-lès-Gisors, Dangu (Eure), Gisors (Eure), Guerny (Eure), Lattainville, Parnes, Montjavoult, Saint-Clair-sur-Epte (Val-d'Oise), Vaudancourt

## Vývoj počtu obyvatel
Počet obyvatel 